# Jan (mitologija)
Jan (latinsko Ianus) je bil v rimski mitologiji bog vhodnih vrat in vhodov (ianua); pozneje tudi vsakega začetka. Je verjetno etruščanskega izvora in nima grškega ustreznika.
Po navadi je upodobljen z dvema glavama oziroma dvema obrazoma, ena gleda naprej, ena nazaj. Iz tega je izpeljan nauk, da je treba pred vsakim dejanjem pogledati v preteklost in upoštevati posledice v bodočnosti.
Bil je upodobljen na rimskih novcih. V njegovem svetišču so bila v času vojne vrata odprta, v času miru pa zaprta.
Posvečen mu je bil vsak prvi dan v mesecu. Po Cezarjevi reformi koledarja so po njem imenovali mesec januar, prvi mesec v letu.